# Black Orchid
Black Orchid (L'Orchidée Noire) est le cent vingtième épisode de la première série de la série télévisée britannique de science-fiction Doctor Who. Cet épisode fut originellement diffusé sur la BBC en deux parties  le 1er et 2 mars 1982.

## Accroche
Pris pour un joueur de cricket, le Docteur est invité avec ses compagnons, par un Lord du début du XXe siècle, dont la belle-fille ressemble à s'y méprendre à Nyssa. Alors qu'ils sont à un cocktail dans leur demeure, un mystérieux homme semble en vouloir à celle-ci.

## Distribution
- Peter Davison — Le Docteur
- Matthew Waterhouse  — Adric
- Sarah Sutton — Nyssa /  Ann Talbot
- Janet Fielding — Tegan Jovanka
- Michael Cochrane – Lord Cranleigh
- Barbara Murray – Lady Cranleigh
- Gareth Milne – L'inconnu/George Cranleigh
- Moray Watson – Sir Robert Muir
- Ivor Salter – Le sergent Markham
- Andrew Tourell – Cummings
- Ahmed Khalil – Latoni
- Brian Hawksley – Brewster
- Timothy Block – Tanner

## Résumé
Le Docteur et ses compagnons atterrissent une nouvelle fois sur Terre, le 11 juin 1925, à la gare de Cranleigh Halt et le Docteur croise le chauffeur de Lord Cranleigh chargé de prendre le "Docteur", un joueur de cricket qui doit arriver en remplacement dans une partie. Alors que celle-ci est mal partie, le Docteur réussit à renverser la donne et à faire gagner l'équipe de Lord Cranleigh. Celui-ci insiste pour que lui et ses compagnons restent à leur bal annuel. Sur place, ils sont présentés à la fiancée de Lord Cranleigh, Ann Talbot, qui est le sosie parfait de Nyssa. Alors que les deux filles sont épatées de la ressemblance et décident de se déguiser de la même façon pour le bal, Tegan admire une fleur, l'Orchidée Noire, rapportée par le frère de Lord Cranleigh, un botaniste présumé disparu lors d'une expédition.  
Pendant qu'ils sont au bal, une mystérieuse forme semble s'attaquer aux domestiques. Alors qu'il est censé s'habiller en harlequin, le Docteur se retrouve coincé dans un passage secret de la maison, tandis que le mystérieux agresseur subtilise son costume, puis part danser avec Ann, avant de l'agresser et de tuer un autre domestique. Alors qu'il est perdu dans les couloirs, le Docteur se retrouve dans une chambre où il découvre un cadavre. Ayant croisé Lady Cranleigh, la mère de Lord Cranleigh avec un indien, Latoni, venu du Brésil, il les avertit de l'existence du cadavre, mais celle-ci demande au Docteur de ne pas en parler pour ne pas effrayer les invités. Se remettant de son agression, Ann accuse le Docteur du meurtre du domestique. Celui-ci tente de se défendre, mais n'est pas cru. De plus, Lady Cranleigh nie l'existence de l'autre cadavre et l'on découvre que le Docteur n'a jamais été envoyé pour jouer au cricket.  
Arrivé au commissariat de police, le Docteur retrouve le TARDIS et amène les policiers chez les Cranleigh. Le mystérieux agresseur est en réalité George Cranleigh, le frère de Lord Cranleigh, revenu déformé et fou de son expédition. Celui-ci a commencé à mettre le feu à la maison et enlève Nyssa en la prenant pour Ann. Alors que le Docteur et Lord Cranleigh tentent de calmer Georges, ayant emporté Nyssa et l'ayant amené sur le toit, il fait une chute et tombe mort. 
Le Docteur et ses compagnons repartent, Ann laisse à Tegan et Nyssa ses costumes tandis que Lady Cranleigh donne au Docteur une copie du livre de Georges. 

### Continuité
- Lors de leur atterrissage, Nyssa demande si c'est une bonne idée de revenir sur Terre, après ce qu'ils ont fait à Londres, en référence à la fin de l'épisode précédent.
- Tegan explique qu'elle accepte de voyager librement avec le Docteur sans chercher à tout prix à rejoindre l'aéroport d'Heathrow (lieu où elle doit se rendre depuis « Logopolis. »)
- Le Docteur est étonné lorsqu'on lui dit que sa performance est digne du Maître en référence à un joueur de cricket célèbre.
- Le cocktail que Tegan demande est un screwdriver (orange vodka) ce qui signifie tournevis.
- C'est la première histoire en deux parties depuis « The Sontaran Experiment » (1975)
- C'est la première histoire purement historique (sans éléments de science fiction ou de surnaturel) depuis « The Highlanders » (1966 et 1967) et la dernière en date.